# آستانه‌بابا

نمایی از آرامگاه آستانه بابا در شهرک لب آب، ترکمنستان - ۱۹۹۵

آستانه‌بابا (به ترکمنی: Astanababa،‌‌آستانابابا) یک شهرک در ولایت لب آب کشور ترکمنستان است.

## آرامگاه علم‌بردار
برخی مورخان باور دارند که این سازه از سوی محمود غزنوی به یاد هم پیمانش (و فرمانروای سامانیان) اسماعیل منتصر ساخته شده‌است. برخی ديگر ساختش را به خود منتصر نسبت می‌دهند.

سازه‌ای چهارگوش که سه دیوار آن دارای طاقچه‌های کور است؛ آجرکاری آن خيلي خيلي آذينی است. پاول برومل آن را از بهترین نمونه‌های معماری ترکمنی سده یازدهم می‌داند.
اسنكه این مزار، زیارتگاه نشده، نشان می‌دهد که هیچ قدیسی در آن خاكسپاری نشده است؛ شايد از كسی كه چهره دينی نبوده آنجا به خاسك سپرده شده باشد یا برای نمونه هرگز کسی در آنجا خاک نشده باشد. برپايه فرهنگ ترکمن، یکی از فرماندهان علی که همنام اوست، در این مزار خاک شده است.

## آرامگاه آستانه بابا
این گردايه - که در درجه اول دارای چهار اتاق گنبددار است - در درازای سده‌ها كم‌كم گسترش یافته است.
درآيگاه به یک تالار می‌رسد که در برابر آن دو جفت اتاق گنبددار پی‌درپی جای دارد: گمان می‌رود جفت نخست كهن‌ترین سازه‌ها باشند و دربرگيرنده یک مزار و مسجد باشند.
کمی آن‌سوتر، جفت دوم جای دارد که پيرامون سده نوزدهم ساخته شده و هر کدام دربردارنده دو مزار هستند و آرامگاه کیزلیار-بی‌بی شناخته می‌شوند.